# Zum schwarzen Ferkel
Zum schwarzen Ferkel (svarta griskultingen) var ett smeknamn på en vinkällare i Berlin, Tyskland, på hörnet av Unter den Linden och Neue Wilhelmstraße, vars egentliga namn var "Weinhandel und Probierstube, Inhaber Gustav Türk".
Smeknamnet myntades av August Strindberg som 1893 hittade dit och i vars fantasi den armeniska vinsäck som hängde innanför dörren påminde om en svart griskulting. En gång antas källaren ha varit mötesplats för Heinrich Heine, Robert Schumann och E.T.A. Hoffmann, men den har blivit mer känd som mötesplats för konstnärer och författare på 1890-talet, förutom August Strindberg Bengt Lidforss, Edvard Munch, Gunnar Heiberg, Stanisław Przybyszewski, Dagny Juel, Adolf Paul, K. A. Tavastestjerna, Holger Drachmann, Christian Krohg, Carl Ludwig Schleich och Richard Dehmel.
Byggnaden, som uppfördes på 1700-talet, vari källaren var belägen förstördes under andra världskriget.